# Drapelul Belarusului

Proporţiile drapelului -- 1:2

Drapelul național actual al Belarusului a fost adoptat oficial la 7 iunie 1995, după un referendum în luna precedentă. Noul drapel a înlocuit drapelul precedent, folosit de Republica Populară Belarus în 1918, înainte ca Belars să devină o republică sovietică. și din nou după declararea independenței în 1991. Drapelul actual se bazează pe steagul RSS Bieloruse din 1951, folosit pe vremea când această țară făcea parte din URSS.
Unele grupuri au continuat să folosească drapelul precedent, deși acest lucru a fost restricționat de guvernul președintelui Alexandr Lukașenko. Drapelul din 1991 este în continuare folosit în proteste anti-guvernamentale și de către diaspora bielorusă. Observatorii independenți au afirmat că referendumul pentru alegerea drapelului actual nu a îndeplinit standardele democratice.

## Design
Drapelul național al Belarusului, așa cum e descris de decretul din 7 iunie, 1995,

Schema drapelului bielorus

| “ | ... este o pânză dreptunghiulară cu două benzi longitudinale: o bandă superioară roșie și una inferioară verde, care ocupă două treimi, respectiv o treime din lățimea drapelului. Un model decorativ bielorus roșu pe alb, care ocupă a noua parte din lungimea drapelului, se află la lance. Raportul lățime-lungime al drapelului este 1:2. Drapelul e fixat pe o lance aurie. | ” |

## Drapele istorice

Republica Populară Belarus, 1918
RSS Lituano-Bielorusă, 1919
RSS Belarus, 1919-1937
RSS Bielorusă, 1937-1940
RSS Bielorusă, 1940-1951
RSS Bielorusă, 1951-1991
Belarus, 1995-1995